# Mark Deffenbaugh
Mark Deffenbaugh je americký zpěvák, kytarista a multiinstrumentalista.

## Život a kariéra
Pochází z Illinois a v začátcích své kariéry hrál různé styly, včetně blues, jazzu a R&B. Později se začal věnovat africké hudbě a spolupracoval například s nigerijským kapelníkem Oscarem Sulleyem. Během své kariéry spolupracoval s mnoha dalšími hudebníky, mezi něž patří například baskytarista Sebastian Steinberg, bubeník Billy Martin, kytarista Sonny Sharrock, ale také francouzský zpěvák Jean-Louis Murat. Rovněž působil ve skupině The Kropotkins. Dále spolupracoval s kapelou The Moonlighters hrající havajskou hudbu.

### Spolupráce sJohnem Calem
V roce 1995 zahájil téměř desetiletou spolupráci s velšským hudebníkem a skladatelem Johnem Calem, která přinesla řadu společných nahrávek a koncertů. Hrál na jeho albech Walking on Locusts (1996) a Black Acetate (2005), stejně jako na soundtrackových albech Somewhere in the City (1998), Le Vent de la nuit (1999) a Saint-Cyr (2000). Z jejich koncertní spolupráce vzešla část alba Circus Live (nahrávky pochází z roku 2004, deska vyšla roku 2007). Rovněž hrál na albu In Paradisu (1996) korsické skupiny Les Nouvelles Polyphonies Corses, jehož byl Cale producentem. Rovněž hrál v Caleově hudbě složené pro filmy Střelila jsem Andyho Warhola (1996), Vysněná Amerika (1997) a Paříž (2003). Dále s ním spolupracoval na písni „Ever“ (Cale ji produkoval a hrál v ní na baskytaru) z alba 1 Douar (1998) harfenisty Alana Stivella. Dalším společným projektem byla zhudebněná báseň „La Aurora“ (s textem přeloženým do angličtiny; pod názvem „Daybreak“) vydaná na albu De Granada a La Luna, což byla pocta španělskému básníkovi Federicu Garcíovi Lorcovi.

## Diskografie
- Life of Crime (Samm Bennett a Chunk, 1991)
- The Big Off (Samm Bennett, 1993)
- Walking on Locusts (John Cale, 1996)
- In Paradisu (Les Nouvelles Polyphonies Corses, 1996)
- The Kropotkins (The Kropotkins, 1996)
- I Shot Andy Warhol (různí, 1996)
- 1 Douar (Alan Stivell, 1998)
- Federico García Lorca: De Granada a La Luna (různí, 1998)
- Somewhere in the City (John Cale, 1998)
- Le Vent de la nuit (John Cale, 1999)
- Mustango (Jean-Louis Murat, 1999)
- Zulu (The Creatures, 1999)
- Saint-Cyr (John Cale, 2000)
- Five Points Crawl (The Kropotkins, 2000)
- Black Acetate (John Cale, 2005)
- Circus Live (John Cale, 2007)
- Enchanted (The Moonlighters, 2009)
- Paradise Square (The Kropotkins, 2009)
- The One to Blame (The Weal and Woe, 2012)
- Portents of Love (The Kropotkins, 2014)
- Fragments of a Rainy Season (John Cale, 2016) – pouze bonusy na této reedici, nikoliv původní album z roku 1992